# Гус-Прери (тауншип, Миннесота)
Гус-Прери (англ. Goose Prairie) — тауншип в округе Клей, Миннесота, США. На 2000 год его население составило 199 человек.

## География
По данным Бюро переписи населения США площадь тауншипа составляет 92,2 км², из которых 90,2 км² занимает суша, а 2,0 км² — вода (2,14 %).

## Демография
По данным переписи населения 2000 года здесь находились 199 человек, 64 домохозяйства и 57 семей.  Плотность населения —  2,2 чел./км².  На территории тауншипа расположено 69 построек со средней плотностью 0,8 построек на один квадратный километр. Расовый состав населения: 98,99 % белых и 1,01 % коренных американцев.
Из 64 домохозяйств в 40,6 % воспитывались дети до 18 лет, в 82,8 % проживали супружеские пары, в 1,6 % проживали незамужние женщины и в 10,9 % домохозяйств проживали несемейные люди. 9,4  домохозяйств состояли из одного человека, при том 6,3 % из — одиноких пожилых людей старше 65 лет. Средний размер домохозяйства — 3,11, а семьи — 3,32 человека.
31,7 % населения — младше 18 лет, 6,5 % — в возрасте от 18 до 24 лет, 22,6 % — от 25 до 44, 25,1 % — от 45 до 64, и 14,1 % — старше 65 лет. Средний возраст — 41 год. На каждые 100 женщин приходилось 118,7 мужчин.  На каждые 100 женщин старше 18 приходилось 109,2 мужчин.
Средний годовой доход домохозяйства составлял 37 083 доллара, а средний годовой доход семьи —  40 417 долларов. Средний доход мужчин —  26 250  долларов, в то время как у женщин — 21 786. Доход на душу населения составил 13 285 долларов. За чертой бедности находились 12,3 % семей и 17,4 % всего населения тауншипа, из которых 20,3 % младше 18 и 26,1 % старше 65 лет.